# Sérgio Filomeno
Sérgio Moreira Filomeno Gomes (Fortaleza, CE, 2 de março de 1941 – Rio de Janeiro, RJ, 24 de abril de 1987) foi um político, economista e empresário brasileiro que foi deputado federal pelo Ceará.

## Dados biográficos
Filho de José Maria Philomeno Gomes e Suzana Moreira Philomeno Gomes. Empresário do setor de refrigerantes, atuou em outros setores na condição de presidente das empresas da família. Economista formado em 1965 na Universidade Federal do Ceará, elegeu-se deputado federal pelo PDS em 1982. Cassado sob a acusação de abuso de poder econômico, preservou o mandato após um recurso ao Tribunal Superior Eleitoral. Como parlamentar ele não compareceu à votação da Emenda Dante de Oliveira em 1984, mas divergiu do irmão, Cláudio Filomeno, ao apoiar Tancredo Neves no Colégio Eleitoral em 1985, mesmo ano em que disputou, sem sucesso, a prefeitura de Fortaleza pelo PL.